# Sophie Menter
Sophie Menter, née le 29 juillet 1846 à Munich et morte le 23 février 1918 à Stockdorf, est une pianiste allemande. Considérée comme l’une des plus grandes pianistes virtuoses de son temps, son style de jeu robuste et électrisant l’a fait appeler à Paris « l’Incarnation de Liszt » dont elle était devenue l’élève préférée.

## Biographie

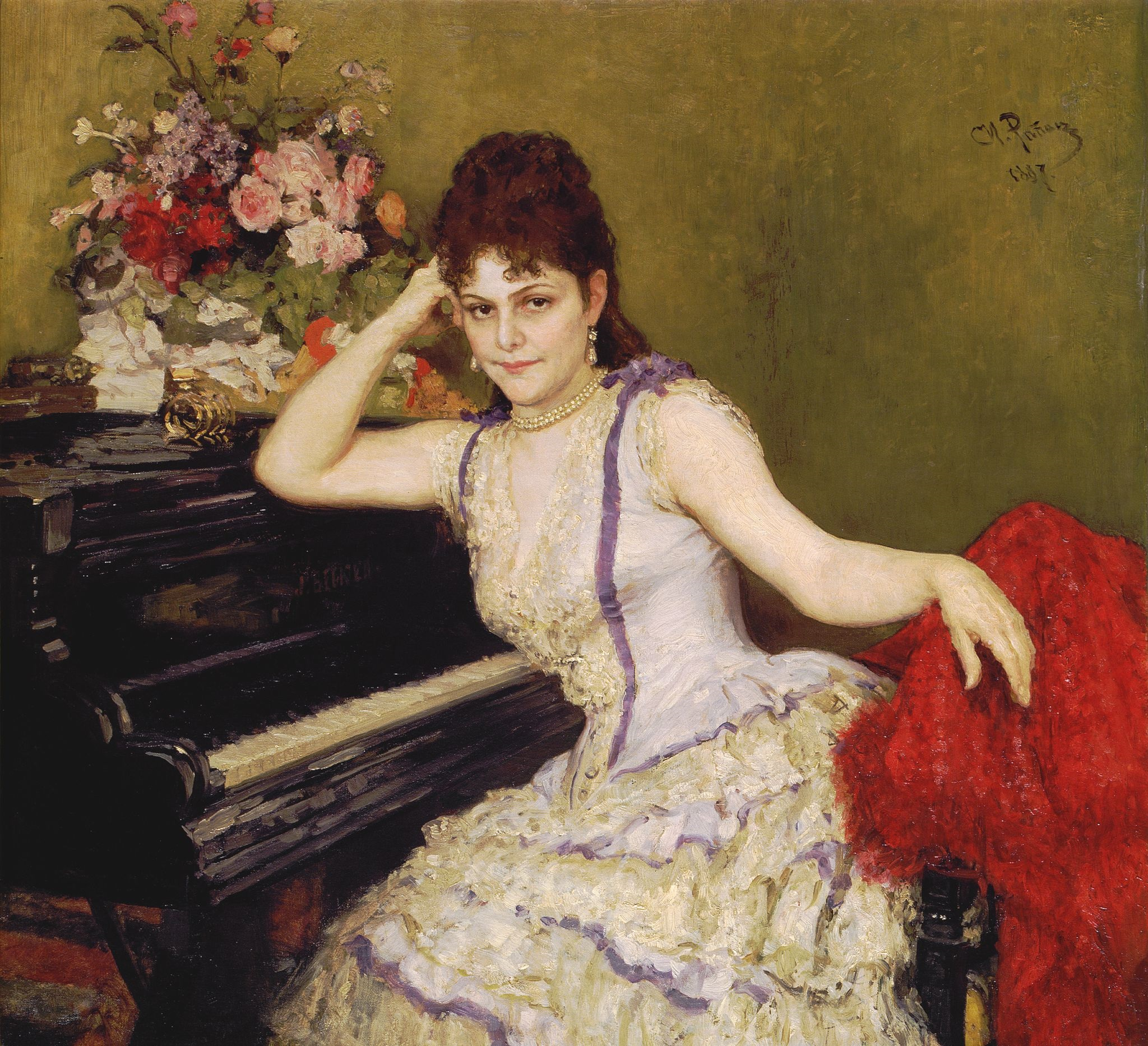
Portrait de Sophie Menter par Répine (1887).

Fille du violoncelliste Joseph Menter et de la chanteuse Wilhelmine Menter (née Diepold), Sophie Menter étudia le piano avec Siegmund Lebert et plus tard, avec Friedrich Niest. À l’âge de 15 ans, elle joua le Konzertstück pour piano et orchestre de Carl Maria von Weber avec Franz Lachner comme chef d’orchestre. Ses premiers concerts l’emmenèrent à Stuttgart, à Francfort et en Suisse. En 1867, elle est devenue célèbre pour son interprétation de la musique pour piano de Liszt au Gewandhaus de Leipzig.
À Berlin, elle fit la connaissance du célèbre pianiste Carl Tausig et devint l’élève de Franz Liszt en 1869, après avoir étudié avec Tausig et Hans von Bülow. Elle fut mariée de 1872 à 1886 au violoncelliste David Popper. En 1881, elle se produisit en Angleterre et fut nommée membre honoraire de la Royal Philharmonic Society deux ans plus tard. En 1883, elle devint professeur de piano au Conservatoire de Saint-Pétersbourg, mais le quitta en 1886 pour continuer ses tournées de concert.
Liszt a décrit Sophie Menter comme « ma seule fille en piano » ; il a proclamé qu’« Aucune femme ne pouvait approcher d’elle » et il admirait surtout sa « main chantante ». Le critique Walter Nieman a décrit son style comme « un mélange de virtuosité et d’élégance ; une grande sorte, ronde et pleine, de ton lisztien ; un tempérament fougueux ; un poids masculin sur les touches ; une plasticité dans lequel l’âme, l’esprit et la technique sont fondus dans l’harmonie et l’union ». Après avoir entendu Sophie Menter en 1890, George Bernard Shaw a écrit qu’elle « produit un effet de magnificence qui laisse Paderewski loin derrière… Mme Menter semble jouer avec une splendide rapidité, mais elle ne joue jamais si vite que l’oreille ne puisse suivre, comme beaucoup de joueurs peuvent le faire et qui le font ; et c’est la netteté d’attaque et de l’intention donnée à chaque note qui rend son exécution si irrésistiblement impétueuse »
En raison de sa popularité, Sophie Menter a réussi avec une musique qu’aucun autre pianiste n’aurait touchée, y compris le Concerto pour piano n° 1 de Liszt, qu’elle a joué à Vienne en 1869, douze ans après sa création désastreuse. Une de ses spécialités était un morceau intitulé Rhapsodies composé de trois des Rhapsodies hongroises de Liszt no 2, 6 et 12 ainsi que de fragments de plusieurs autres.
Bien qu’elle ait également composé diverses pièces pour piano, principalement dans un style brillant, elle parlait néanmoins de son propre talent de composition comme « misérable ».
Tchaïkovski, qui connaissait bien aussi Sophie Menter, lui a dédié la partition complète de son Concert Fantasia. En séjournant avec elle en Autriche en septembre 1892, il a noté son Ungarische Zigeunerweisen (Concerto dans le style hongrois) pour piano et orchestre, il a également dirigé cette œuvre à sa première à Odessa quatre mois plus tard (Il a cependant été affirmé que Franz Liszt avait écrit la partie de piano ou du moins qu’il y avait mis la main, mais qu’il ne voulait pas que Tchaïkovski l’apprenne.)